# Konstantin de Hohenlohe-Schillingsfürst
Konstantin de Hohenlohe-Schillingsfürst (Rothenburg ob der Tauber, 8 de septiembre de 1828-Viena, 14 de febrero de 1896) fue el primer k.u.k. obersthofmeister y general de caballería de Austria-Hungría.

## Biografía

### Familia
El príncipe Konstantin Viktor Ernst Emil Karl Alexander Friedrich Prinz zu Hohenlohe-Schillingsfürst era el menor de los hijos varones del Príncipe Francisco José de Hohenlohe-Schillingsfürst y de sus esposa, Carolina Federica Constanza de Hohenlohe-Langenburg. Tenía tres hermanos mayores que alcanzaron altos puestos: Víctor Herzog von Ratibor, Presidente de la Cámara Alta Prusiana; Clodoveo de Hohenlohe-Schillingsfürst, Canciller de Alemania; y el Cardenal Gustavo Adolfo de Hohenlohe-Schillingsfürst. Además, tenía tres hermanas y dos hermanos más murieron en la infancia.
En 1859 Konstantin contrajo matrimonio con la Princesa Marie zu Sayn-Wittgenstein (1837-1920) en Weimar. Ella era la hija de la Princesa Carolyne zu Sayn-Wittgenstein (1819-1887) que tras su divorcio vivió con Franz Liszt desde 1848 en Weimar. En 1861 adquirió el Palais Dobner-Dobenau en Viena, y la pareja se trasladó ahí al año siguiente. Su esposa se convirtió en mecenas de la vida cultural de Viena y apoyó sus instituciones sociales. La pareja tuvo seis hijos:
- Príncipe Franz Joseph zu Hohenlohe-Schillingsfürst (1861-1871)
- Príncipe Konrad von Hohenlohe-Schillingsfürst (1863-1918), Primera Ministro de Austria-Hungría
- Príncipe Philipp zu Hohenlohe-Schillingsfürst (1864.1942), Padre Konstantin de la Orden de San Benito
- Príncipe Gottfried zu Hohenlohe-Schillingsfürst (1867-1932), desposó a Erzherzogin Maria Henriette von Österreich-Teschen (1883-1956)
- Príncipe Wolfgang zu Hohenlohe-Schillingsfürst (1869-1883)
- Princesa Dorothea zu Hohenlohe-Schillingsfürst (1872-1954)

### Carrera
Hohenlohe fue a la escuela en el Maria-Magdalenen-Gymnasium, Breslau, graduándose con el Abitur en 1848. El mismo año se unió al ejército del Imperio austríaco y sirvió en una campaña en el Norte de Italia en 1849. En 1854 ingresó en el servicio de la Corte Real en Viena. Se convirtió en Aide-de-camp del emperador Francisco José I. en 1859 y Primer "Obersthofmeister" siendo elevado a "Fürst" en 1866. Era visto como el perfecto cortesano, siempre de acuerdo con los puntos de vista políticos del emperador. Como el más alto funcionario de la corte, Hohenlohe tenía muchos deberes administrativos y representativos y era el centro de la vida política y cultural en la corte austríaca. Tras el Ausgleich de 1857, se le añadió el término k.u.k. a su título significando que sus obligaciones eran para ambas partes de Austria-Hungría.
En 1857, el emperador Francisco José I de Austria emitió el decreto "He resuelto comandar" (Es ist Mein Wille en Wikisource) ordenando la demolición de las murallas y fosos de la ciudad. En su decreto, se especificaba la medida exacta de la Ringstrasse, el nuevo bulevar representativo, así como la posición geográfica y funciones de los nuevos edificios. Hohenlohe fue responsable de los edificios y propiedades de la Corte Real a lo largo de la Ringstrasse, así como de la finalización de la Hofoperntheater, y de la nueva construcción del Hofburgtheater y de los dos nuevos museos, el Kunsthistorisches Museum y el Naturhistorisches Museum. La construcción del Neue Burg en el Hofburg no fue completada hasta la Primera Guerra Mundial. Hohenlohe participó en el desarrollo del Wiener Prater donde tuvo lugar la Exposición Universal en 1873. El Konstantinhügel en el Prater es nombrado en su honor. Hohenlohe también supervisó las obras de regulación del Danubio en Viena.
Hohenlohe trabajó hasta su muerte en 1896 y fue sucedido por el Príncipe Rudolf von Liechtenstein.

## Honores
Órdenes y condecoraciones
- Casa de Hohenlohe: Caballero de la Orden del Féniz, 1.ª Clase
- Reino de Baviera:[5]
  - Caballero al Mérito de la Corona Bávara, 1858
  - Caballeros de San Huberto, 1868
- Reino de Sajonia:
  - Gran Cruz de la Orden de Alberto, 1866[6]
  - Caballero de la Corona de Ruda
- Reino de Wurtemberg:[7]
  - Gran Cruz de la Orden de Federico, 1866
  - Gran Cruz de la Corona de Wurtemberg, 1885
- Bélgica: Gran Cordón de la Orden de Leopoldo (civil), en Diamantes, 16 de julio de 1867[8]
- : Casa de Hesse-Kassel: Caballero del León Dorado, 19 de octubre de 1867[9]
- Imperio austrohúngaro:
  - Caballero del Toisón de Oro, 1867[10]
  - Gran Cruz de San Esteban, 1873[10]
  - Cruz de María de la Orden Teutónica
- España: Gran Cruz de la Orden de Carlos III, 5 de septiembre de 1868; con Collar, 27 de noviembre de 1879[11]
- Ducados Ernestinos: Gran Cruz de la Orden de la Casa Ernestina de Sajonia, 1870[12]
- Hesse-Darmstadt: Gran Cruz de la Orden de Luis, 1 de noviembre de 1873[9]
- Reino de Italia: Caballero de la Anunciación, 6 de febrero de 1874[13]
- Dinamarca: Caballero del Elefante, 16 de noviembre de 1879[14]
- Suecia-Noruega: Caballero de los Serafines, 20 de abril de 1885[15]
- Sajonia-Weimar-Eisenach: Gran Cruz del Halcón Blanco, 1885[16]
- Imperio del Brasil: Gran Cruz de la Cruz del Sur
- Francia: Gran Cruz de la Legión de Honor
- Grecia: Gran Cruz del Redentor
- Santa Sede:
  - Gran Cruz de la Orden de Pío IX
  - Caballero de la Suprema Orden de Cristo
- Imperio del Japón: Gran Cordón del Sol Naciente
- Orden de Malta: Bailiazgo Gran Cruz de Honor y Devoción
- Mecklemburgo: Gran Cruz de la Corona Wéndica
- Principado de Montenegro: Gran Cruz de la Orden del Príncipe Danilo I
- Casa de Nassau-Weilburg: Caballero del León de Oro de Nassau
- Imperio otomano:
  - Orden de Osmanieh, 1.ª Clase
  - Orden de Medjidie, 1.ª Clase
- Persia:
  - Orden del Retrato de Augusto, en Diamantes
  - Orden del Sol y el León, 1.ª Clase
- Reino de Portugal: Gran Cruz de la Torre y la Espada

 Reino de Prusia:
- - Caballeros del Águila Negra, en Diamantes
  - Caballero del Águila Roja, 1.ª Clase
  - Caballero de la Corona Prusiana, 2.ª Clase
- Reino de Rumania: Gran Cruz de la Estrela de Rumania
- Imperio ruso:
  - Caballero de San Andrés, en Diamantes
  - Caballero de San Alejandro Nevski
  - Caballero del Águila Blanca
  - Caballero de Santa Ana, 1.ª Clase
  - Caballeros de San Estanislao, 1.ª Clase
  - Caballeros de San Vladimiro, 4.ª Clase
- Principado de Serbia:
  - Gran Cruz de la Cruz de Takovo
  - Gran Cruz del Águila Blanca
- Toscana: Gran Cruz de San José
- Casa de Borbón-Dos Sicilias:
  - Caballero de San Jenaro
  - Comandante de la Orden de Francisco I

Johann Strauss Jr. le dedicó el waltz Geschichten aus dem Wienerwald a Hohenlohe en 1868 y Anton Bruckner le dedicó la Sinfonía n.º 4 en 1873.